# 久徳知至
久徳 知至（きゅうとく ともよし、1889年（明治22年）2月3日 - 1972年（昭和47年）5月31日）は、大日本帝国陸軍軍人。最終階級は陸軍中将。

## 経歴
1889年（明治22年）に大阪府で生まれた。陸軍士官学校第22期卒業。1934年（昭和9年）に陸軍科学研究所所員となり、1936年（昭和11年）に陸軍工兵大佐に進級した。1938年（昭和13年）に工兵第7連隊長を経て、1939年（昭和14年）3月に陸軍少将に進級し、陸軍科学研究所第2部長に就任。
1940年（昭和15年）に中支那野戦兵器廠長を経て、1944年（昭和19年）5月に南方軍兵器部長となり、太平洋戦争に出動。同年6月に陸軍中将に進級し、7月14日に兼南方軍航空兵器部長、9月29日免兼職。1945年（昭和20年）4月6日に防衛総司令部附、4月7日に第1総軍兵器部長に就任し、終戦を迎えた。

## 栄典
勲章
- 1944年（昭和19年）8月15日  - 勲一等瑞宝章[6]